# Rockstar London
Rockstar London Ltd. är en brittisk datorspelsutvecklare som har utvecklat spelet Manhunt 2 och Playstation Portable-versionen Midnight Club: L.A. Remix samt har varit delaktig i utvecklandet av succéspelen Max Payne 3 och Grand Theft Auto V.
Företaget bildades den 10 augusti 2006 av deras moderbolag Rockstar Games och ägs av Take-Two Interactive.

## Utgivna spel
| År   | Titel                     | System                                                      | Samarbete med                                                              |
| ---- | ------------------------- | ----------------------------------------------------------- | -------------------------------------------------------------------------- |
| 2007 | Manhunt 2                 | PlayStation 2, Playstation Portable (PSP), PC, Nintendo Wii | Rockstar Leeds (PSP), Rockstar Toronto (Wii, Windows)                      |
| 2008 | Midnight Club: L.A. Remix | PlayStation Portable (PSP)                                  | Hjälpte huvudutvecklarna Rockstar San Diego med att porta spelet till PSP. |
| 2012 | Max Payne 3               | PC, PlayStation 3, Xbox 360                                 | Ett samprojekt mellan alla spelstudios inom Rockstar Games.                |
| 2013 | Grand Theft Auto V        | PlayStation 3, Xbox 360, PlayStation 4, Xbox One, PC        | Understött huvudutvecklarna Rockstar North.                                |
| 2018 | Red Dead Redemption 2     | Playstation 4, Xbox One                                     | Ett samprojekt mellan alla spelstudios inom Rockstar Games.                |